# Landschaftsschutzgebiet Am Eimberg
Das Landschaftsschutzgebiet Am Eimberg mit 1,4 ha liegt im Stadtgebiet von Meschede und im Hochsauerlandkreis. Das Gebiet wurde 1994 mit dem Landschaftsplan Meschede durch den Kreistag des Hochsauerlandkreises als Landschaftsschutzgebiet (LSG) ausgewiesen. Das LSG wurde als Landschaftsplangebiet vom Typ B, Kleinflächiger Landschaftsschutz, ausgewiesen. Es ist eines von 102 Landschaftsschutzgebieten in der Stadt Meschede. In der Stadt gibt es ein Landschaftsschutzgebiet vom Typ A, 51 Landschaftsschutzgebiete vom Typ B und 50 Landschaftsschutzgebiete vom Typ C. Das LSG gehört zum Naturpark Sauerland-Rothaargebirge. Im LSG befinden sich landwirtschaftliche Offenlandbereiche. Seit 2020 gehört die LSG-Fläche zum Landschaftsschutzgebiet Offenland um Grevenstein.

## Schutzzweck
Die Ausweisung erfolgte zur Sicherung der Vielfalt und Eigenart der Landschaft im Nahbereich der Ortslagen und der alten landwirtschaftlichen Vorranggebiete durch Offenhaltung. Ferner wegen der besonderen Bedeutung für die Erholung.

## Rechtliche Vorschriften
Wie in den anderen Landschaftsschutzgebieten im Stadtgebiet besteht im LSG ein Verbot, Bauwerke zu errichten. Vom Verbot ausgenommen sind Bauvorhaben für Gartenbaubetriebe, Land- und Forstwirtschaft. Die Untere Naturschutzbehörde kann Ausnahme-Genehmigungen für Bauten aller Art erteilen. Wie in den anderen Landschaftsschutzgebieten vom Typ B in Meschede besteht im LSG ein Verbot der Erstaufforstung und Weihnachtsbaum-, Schmuckreisig- und Baumschul-Kulturen anzulegen.